# Universidad Central de Bayamón
La Universidad Central de Bayamón ofrece sus servicios de educación superior desde 1961. En aquel entonces se llamaba Universidad Católica de Bayamón y era administrada por la Universidad Católica de Puerto Rico (hoy Pontificia Universidad Católica de Puerto Rico). La UCB, como también es conocida, fue fundada originalmente como un seminario católico. En 1971 se incluyeron nuevas carreras a su currículo de enseñanza, aunque siempre manteniendo las tradiciones de la Orden de Predicadores que son los fundadores y administradores.

## Colegios Académicos
- Colegio de Artes Liberales, Humanidades y Educación
- Colegio de Ciencias y Profesiones de la Salud
- Colegio de Desarrollo Empresarial y Tecnología
- Escuela Graduada de Teología y Ministerio

## Autoridades Universitarias
- Fray Oscar Morales Cruz, O.P., Presidente Interino
- Sr. Ángel Valentín, Ayudante Ejecutivo de Presidencia
- Sra. Niza Zayas, Decana de Asuntos Estudiantiles
- CPA Ismael Vélez De La Rosa, Decano de Administración y Finanzas
- Dra. Maritza Del Valle, Decana de Asuntos Académicos

## Oficinas de Servicio al Estudiante
- Admisiones - Sra. Wanda Aponte
- Registro - Dra. Kendra Ortiz
- Asistencia Económica - Sra. Elaine Nuñez
- Tesorería - Sra. Jovanna Molina

## CEDOC
El Centro de Estudios Dominicos del Caribe es la Escuela de Teología (actualmente Escuela Graduada de Teología y Ministerio) de la UCB y, a su vez, la facultad más antigua de la institución. Fue fundada en 1961 por Fray Vicente Van Rojoid, OP, quien también presidió la UCB desde 1961 hasta 1992. En la actualidad la Escuela de Teología y Ministerio es dirigida por Fr. José Santiago, OP.